# Ana Maria Bahiana
Ana Maria Pereira Bahiana -más conocida como Ana Maria Bahiana- (Río de Janeiro, 1950) es una periodista, guionista y escritora brasileña más conocida por su labor como especialista en periodismo cultural, principalmente en el área cinematográfica y música popular brasileña. Con más de tres décadas de experiencia profesional, ha trabajado en distintos medios de comunicación: periódicos, revistas, televisión, radio e Internet.
Fue secretaria de la redacción de la primera edición brasileña de la revista Rolling Stone en 1972, donde además escribió crítica musical. Ha trabajado en los principales periódicos brasileños —O Estado de S. Paulo, Folha de S. Paulo, O Globo y Jornal do Brasil—. En la prensa internacional, ha trabajado en medios de Francia, Estados Unidos y Australia. En televisión, fue corresponsal extranjera en Los Ángeles para Telecine, Globosat y Rede Globo.
Junto con Paoula Abou-Jaoudé, son las únicas miembros brasileñas de la Asociación de la Prensa Extranjera de Hollywood, responsable de los premios anuales de los Globos de Oro.
En 2006, fue responsable de la producción, guion y argumento de su primer largometraje titulado 1972, que dirigió su esposo José Emilio Rondeau.

## Obras
- Almanaque anos 70 (Ediouro, 2006).
- Nada será como antes (Editora Senac Rio, 2006).
- Jimi Hendrix: domador de raios (Editora Pazulin, 2006).
- América de A a Z (Editora Objetiva, 1994).
- A luz da lente (Editora Globo, 1998).